# شاه دوماد (آلبوم)
 شاه دوماد نام یک آلبوم موسیقی اثر ویگن، هنرمند ایرانی است که در سبک پاپ تهیه شده و دارای ۱۱ آهنگ است.

## فهرست آهنگ‌ها

### شاه داماد
۱۵ترانه
| نام ترانه                    | ترانه‌سرا        | آهنگساز       | تنظیم |
| ---------------------------- | --------------- | ------------- | ----- |
| شاه داماد                    | سیروس آرین پور  | عطاالله خرم   |       |
| قصه من                       |                 |               |       |
| ببا بیا                      | پرویز وکیلی     | عطاالله خرم   |       |
| دختر شیرازی                  |                 |               |       |
| زیر باران                    | هوشنگ شهابی     | اسپانیایی     |       |
| پریا                         | پرویز وکیلی     | عطاالله خرم   |       |
| رقص کولی                     | پرویز وکیلی     | خارجی         |       |
| یادگاری                      | پرویز وکیلی     | عطاالله خرم   |       |
| از عشق تو سیرم (چشمان گریان) | ایرج جنتی عطایی | محمود قراملکی |       |
| نسیم سرگردان                 | پرویز وکیلی     | ویگن          | ویگن  |
| خواب ناز                     | پرویز وکیلی     | عطاالله خرم   |       |
| آتیش میخوام                  | ایرج جنتی عطایی | محمود قراملکی |       |
| آهو (ارمنی)                  | ارمنی           | ارمنی         |       |
| سنه ده فالماز (ترکی)         | ترکی            | ترکی          |       |
| قهر                          | پرویز وکیلی     | پرویز وکیلی   |       |